# Sergei Sviatchenko

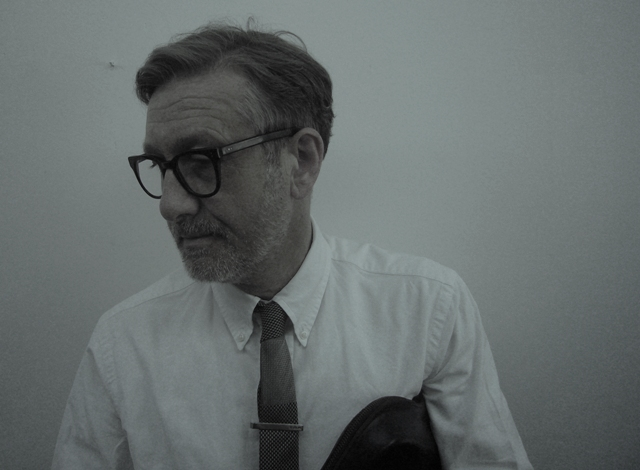
Sergei Sviatchenko in 2009

Sergei Sviatchenko (Oekraïens: Сергій Святченко) (Charkov, 1952) is een Oekraïens kunstenaar die in Viborg, Denemarken woont. Sviatchenko studeerde af aan de Academie van Kunsten en Architectuur in Charkov in 1975 en behaalde in 1986 een PhD aan de School van Architectuur in Kiev. 

## Stijl
De stijl van de kunst van Sviatchenko is een soort abstract expressionisme, waarin hij meerdere keren over het motief schildert om kunstwerk veroorzakend het gevoel van de kijker te bereiken. In veel van zijn landschapsschilderijen is de diepte van het beeld belangrijker dan het motief zelf. 

## Media
Sviatchenko experimenteert constant met media en installaties. Zijn favoriete medium is het schilderen met acryl op doek, maar hij maakte ook installaties, videokunst, fotokunst, collages en manipulaties op foto's. De collage was de reden dat hij oorspronkelijk in Oekraïne bekendheid kreeg. Abstracte kunst werd niet gewaardeerd in de Sovjet-Unie waar de kunst het regime verondersteld werd te steunen. 

## Inspiratie
Sviatchenko liet zich onder meer door surrealisme en architectuur inspireren. Grote meesters zoals Michelangelo en Le Corbusier die architectuur en de beeldende kunsten verenigden, hebben Sviatchenko ook geïnspireerd. Zijn vader, Evgenij Sviatchenko, doceerde architectuur, was eveneens kunstenaar en Sergeis belangrijkste inspiratiebron. Evgenij toonde Sergei de Russische kunst van vóór de Oktoberrevolutie van 1917 waarin de kleur wit in het bijzonder voor licht en ruimte in het schilderen essentieel was (Paintings & Others: 160). 